# 敻虹
敻虹（1940年—），本名胡梅子，台灣台東縣人。國立師範大學藝術系畢業後，曾任中學教師。現居住於美國。曾加入藍星詩社。
瘂弦在《六十年代詩選》之中評敻虹為「繆思最鍾愛的女兒」，之後余光中為敻虹詩集《紅珊瑚》寫序，也予以引用。

## 作品列表
- 《金蛹》（臺北：藍星詩社，1968年）
- 《敻虹詩集》（臺北：新理想，1976年）
- 《敻虹詩集》（臺北：大地，1979年）
- 《紅珊瑚》（臺北：大地，1983年）
- 《愛結》（臺北：大地，1990年）
- 《觀音菩薩摩訶薩》（臺北：大地，1997年）
- 《稻草人》（臺北：三民書局，1997年）
- 《向寧靜的心河出航》（臺北：佛光文化，1999年）

## 相關連結
- 敻虹-國立東華大學
- 每天為你讀一首詩：死 ◎敻虹 （页面存档备份，存于）
- 最后一期15 - 分享一首现代诗 （页面存档备份，存于）